# Weihwasserbecken (Chives)

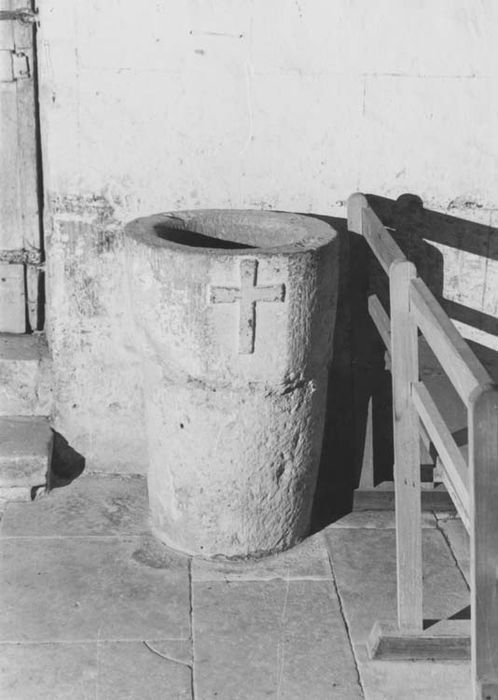
Weihwasserbecken in Chives

Das Weihwasserbecken in der Kirche St-Julien in Chives, einer französischen Gemeinde im Département Charente-Maritime der Region Nouvelle-Aquitaine, wurde im 18. Jahrhundert geschaffen. 
Im Jahr 1984 wurde das Weihwasserbecken als Monument historique in die Liste der geschützten Objekte (Base Palissy) in Frankreich aufgenommen.
Das Weihwasserbecken aus Stein besteht aus einem runden Sockel und einem runden Becken, das mit einem lateinischen Kreuz geschmückt ist.